# William Erasmus Darwin
William Erasmus Darwin (nascido em 27 de dezembro de 1839 † 8 de setembro de 1914), foi o primeiro filho de Charles e Emma Darwin, e o tema dos estudos psicológicos por seu pai. Ele foi educado em Rugby School e Christ’s College de Cambridge, e mais tarde tornou-se um banqueiro no Grant e na União Maddison Banking Company, em Southampton.